# Acutiserolis johnstoni
Acutiserolis johnstoni är en kräftdjursart som först beskrevs av Hale 1852.  Acutiserolis johnstoni ingår i släktet Acutiserolis och familjen Serolidae. Inga underarter finns listade i Catalogue of Life.